# Piotr Fiódorovich Chaikovski
Piotr Fiódorovich Chaikovski, nacido como Petró Fédorovych Chaika o Czajka (en ucraniano: Петро Федорович Чайковський) en 1745 en la aldea Mykoláivka, Gobernación de Poltava, Ucrania - y fallecido el 18 de septiembre de 1818 en Glázov, fue médico militar del Ejército Imperial Ruso, así como alcalde (gorodnichi) de la capital del uyezd de Glázov en la Gobernación de Viatka. 
Petró Fédorovych Chaika fue el segundo hijo de Fédir Opanásovych Chaika (1695—1767), un cosaco de Zaporiyia, y su mujer Anna (1717-?). Mientras estudiaba en la Academia Kiev-Mohyla rusificó su nombre, pasando a llamarse Piotr Fiódorovich Chaikovski. Más tarde recibió enseñanzas de medicina en San Petersburgo. 
Piotr Fiódorovich Chaikovski es más conocido por ser el abuelo del compositor Piotr Ilich Chaikovski. En 1785, la zarina Catalina II de Rusia le concedió un título nobiliario por sus servicios como médico militar. Inauguró el primer hospital de Glázov de 15 camas en 1811.

## Servicio militar
Chaikovski luchó en la Guerra ruso-turca (1768-1774).
El 15 de junio de 1769, ingresa al servicio de Su Majestad el Zar. Luego ingresa como aprendiz en el Hospital General el 26 de marzo de 1770, graduándose como médico el 15 de noviembre de 1772.
En 1776, es nombrado médico policía en Kungur, Gobernación de Perm, donde ese mismo año se casa con  Anastasia Pósojova (1751-?) con la tendrá veinte hijos. Por decreto de la emperatriz Catalina II de Rusia del 14 de marzo de 1782, es trasladado desde Kungur a la Gobernación de Viatka, siéndole otorgado un salario de 140 rublos al año. Junto al decreto de nombramiento se presentan constancias y certificados de sus superiores que decían:
"Por decreto de Su Majestad Imperial, el Regimiento de Infantería de Vladímir da a este sanador Petró Chaikovski, que se encuentra en buen estado, y es muy diligente, ya que los pacientes no informan de que sea perezoso y se comporta decentemente y más en las campañas contra el enemigo. Usa su posición de manera eficiente, por la que es digno de cualquier requisito ... ". - Coronel Serguéi Filátnikov, 1777.
```
 
"... el Doctor Piotr Chaikovski es un buen administrador, en la ciencia de la medicina y quirúrgica muy hábil y experto en el uso de los pacientes y siempre diligente."
 -  Dr. Carl y médico jefe Gamalián, 
Perm
, 10 de diciembre de 1781.
[
8
]
```

En 1783, desde la Gobernación de Viatka se envía al Colegio de médicos la siguiente petición:
```
 
"... el médico Chaikovski debe ser recompensado por el servicio y el hecho  de estar en la última guerra de Turquía, en las obras de las campañas, especialmente por su comportamiento en la plaga de infectados ... él es hábil en el uso de las drogas y diligente con el médico de la ciudad local, corrige su rango y posición y el arte en uso en la comunidad local de los pacientes. Por favor otorgarle el rango de la cabeza de los cirujanos y disfrutar de la posición de doctor de la ciudad".
[
9
]
```

El 24 de mayo de 1784, fue ascendido al puesto de médico jefe.
En 1785, por decreto de Catalina II, la Grande, se le otorgan los derechos de la nobleza en la gobernación de Vyatka junto a otras 127 personas.
El 23 de abril de 1789, cesa su servicio en la Junta Médica del Estado. En enero de 1795, se une a la alcaldía de la ciudad Slobodskói, hoy en la óblast de Kírov en Rusia. En diciembre de 1796, es nombrado alcalde de Glázov.

## Educación
Sus padres lo enviaron a estudiar a la Academia de Kiev-Mohyla, donde, en 1769, fue trasladado al Hospital Militar de San Petersburgo para estudiar Medicina. Después de completar el curso de estudio en el rango de asistente médico, fue enviado al ejército.

## Familia
Piotr Fiódorovich Chaikovski fue el segundo hijo de Fédir Opanásovych Chaika (es un apellido tradicional de Ucrania: Чайка, en ucraniano, que significa 'gaviota'), un descendiente de una antigua familia cosaca, y Anna Chaychyha. Chaikovski tuvo veinte hijos, de los cuales se destaca el menor de todos, Iliá Petróvich Chaikovski, quien sería el padre del famoso compositor Piotr Ilich Chaikovski.